# José Joaquín de Silva-Bazán
José Joaquín de Silva-Bazán y Sarmiento, IX markiz de Santa Cruz de Mudela, Grand Hiszpanii (ur. 3 grudnia 1734 w Madrycie, zm. 2 lutego lub 28 marca 1802 tamże) – hiszpański arystokrata pełniący funkcję mayordomo mayor na dworze królów Karola III i Karola IV. Był dyrektorem Hiszpańskiej Akademii Królewskiej od 28 listopada 1776 do śmierci w 1802.